# Crime and Punishment in Suburbia
Asesinato en Suburbia es una película de 2000 dirigida por Rob Schmidt y protagonizada por Monica Keena (como Roseanne Skolnick), Ellen Barkin (como Maggie Skolnick), Michael Ironside (como Fred Skolnick), James DeBello (como Jimmy) y Vincent Kartheiser (como Vincent).

## Trama
Se trata de una fábula contemporánea basada libremente en Crimen y castigo de Fyodor Dostoyevsky. Roseanne (Monica Keena) es una adolescente aparentemente perfecta y popular, que sufre de una vida familiar disfuncional. Su madre (Ellen Barkin) comienza un romance con un hombre de la localidad (Jeffrey Wright) y la deja vivir con su padrastro alcohólico (Michael Ironside). Una noche, durante una borrachera, viola a Roseanne. Traumatizada, decide tomar medidas por sí misma. Con la participación de su fiel y despistado novio Jimmy (James DeBello) llevan a cabo el asesinato de su padrastro, pero la conciencia de Roseanne rápidamente comienza a desmoronarse.
La historia es narrada por uno de los compañeros de clase de Mónica, Vincent (Vincent Kartheiser), un chico que está tan preocupado por el bienestar de Roseanne, como está obsesionado con ella. A medida que la trama se desarrolla forja una relación con ella, consolándola y dándole consejos al tratar de apuntar hacia su redención. Al final, se hace posible que, tal vez, podría ser su única salvación.

## Reconocimientos
La película fue nominada para el Premio del Gran Jurado, en la sección Dramática en el Festival de Cine de Sundance de 2000.
- Deauville Film Festival del 2000, nominada al Grand Special Prize, Rob Schmidt.
- Political Film Society del  2001, nominada al PFS Award, Peace.
- Sundance Film Festival del 2000, nominada al Grand Jury Prize, Dramatic, Rob Schmidt.